# Apogonia amaura
Apogonia amaura är en skalbaggsart som beskrevs av Heller 1896. Apogonia amaura ingår i släktet Apogonia och familjen Melolonthidae. Inga underarter finns listade i Catalogue of Life.